# Marles-sur-Canche
Marles-sur-Canche – miejscowość i gmina we Francji, w regionie Hauts-de-France, w departamencie Pas-de-Calais.
Według danych na rok 2010 gminę zamieszkiwało 286 osób, a gęstość zaludnienia wynosiła 56 osób/km².